# Hercule Fortunescu
Hercule Fortunescu (n. 1894, com. Zlătunoaia, județul Botoșani – d. 1 martie 1966, Sibiu) a fost un general român, care a luptat în cel de-al Doilea Război Mondial.

## Carieră militară
- 1938 - 1942 - Comandant al Regimentului 3 Cavalerie Călărași,
- 1942 - 1943 - șef al statului major al Departamentului de Artilerie a Marelui Stat Major,
- 1943 - Comandant Adjunct al Diviziei 8 Cavalerie,
- 1943 - 11 octombrie 1943 - Comandant Adjunct al Diviziei 6 Cavalerie,
- 11 octombrie - 27 noiembrie 1943 - Colonel - Comandant al Diviziei 6 Cavalerie,
- 27 noiembrie 1943 - 1944 adjunct al comandantului Diviziei 6 Cavalerie,
- adjunct al comandantului Diviziei 8 Cavalerie (1944 - 20 octombrie 1944),
- comandantul Diviziei 8 Cavalerie (25 noiembrie 1944 - 12 martie 1945),
- șef de stat major al Inspectoratului General al Cavaleriei (12 martie 1945 - 1945).

A fost decorat la 4 august 1945 cu Ordinul Militar „Mihai Viteazul” cu spade, clasa III, „pentru bravura, calmul și energia cu care și-a condus divizia în operațiunile de trecerea Tisei și râului Bodrog, lichidarea capetelor de pod S. E., Saros Patak și Vogarda, și mai ales în atacul pentru cucerirea localităților Borzova și Szilice. S-a distins de asemenea în mod deosebit în luptele pentru cucerirea masivului muntos Silitca-Planina și a localităților: Haroskava, Vislana, Redova, Cerveno-Scala, precum și a înălțimilor N. Bresno”.
În anul 1947, Hercule Fortunescu a fost pensionat.

## Decorații
- Ordinul „Mihai Viteazul” cu spade, cl. a III-a (4 august 1945)[2]
- Ordinul „23 August” clasa a IV-a (10 august 1964) „pentru merite deosebite în opera de construire a socialismului, cu prilejul celei de a XX-a aniversări a eliberării patriei”[4]